# Heiskanen Knoll
Koordinaten: 67° 42′ S, 8° 41′ W
Der Heiskanen Knoll ist ein Tiefseeberg in der Haakon-VII.-See vor der Prinzessin-Martha-Küste des ostantarktischen Königin-Maud-Lands.
Die Benennung der Formation erfolgte 1997 auf Vorschlag des Vermessungsingenieurs und Glaziologen Heinrich Hinze vom Alfred-Wegener-Institut. Namensgeber ist der finnische Geodät Veikko Heiskanen (1895–1971).